# Podszkle
Podszkle, také Podszkle Bukowina (maďarsky Bukovinapodszkle, slovensky Podsklie),  je obec (starostenství) v gmině Czarny Dunajec v okrese Nowy Targ, který je součástí Malopolského vojvodství. V obci se hovoří goralským nářečím.

## Historie
Do roku 1918 byla obec součástí Uherska, poté součástí první československé republiky. Od roku 1920 do roku 1939 byla součástí druhé polské republiky. V letech 1939 až 1945 byla součástí Slovenska.